# Videogiochi di Neon Genesis Evangelion
Questa è una lista di videogiochi basati su Neon Genesis Evangelion. I mecha e i personaggi di Evangelion sono comparsi anche nei giochi della serie Super Robot Wars, come Super Robot Wars F, Super Robot Wars Alpha, Super Robot Wars MX e altri.

## Giochi di ruolo e di avventura
- Shin seiki Evangelion (新世紀エヴァンゲリオン?, Shin seiki Evangerion) (1996) (Sega Saturn)
- Shin seiki Evangelion - 2nd Impression (新世紀エヴァンゲリオン 2nd Impression?, Shin seiki Evangerion - Sekando impuresshon) (1997) (Sega Saturn)
- Shin seiki Evangelion - Kōtetsu no girlfriend (新世紀エヴァンゲリオン 鋼鉄のガールフレンド?, Shin seiki Evangerion - Kōtetsu no gārufurendo, "Neon Genesis Evangelion - Fidanzata d'acciaio") (uscito nel 1998 per Sega Saturn, PlayStation, PC, nel 2006 per PlayStation 2 e PC e nel 2009 per PlayStation Portable)
- Shin seiki Evangelion (新世紀エヴァン?, Shin seiki Evangerion) (1999) (Nintendo 64)
- Shin seiki Evangelion 2 (新世紀エヴァンゲリオン2?, Shin seiki Evangerion Tsū) (2003) (PlayStation 2)
- Shin seiki Evangelion - Ikari Shinji ikusei keikaku (新世紀エヴァンゲリオン 碇シンジ育成計画?, Shin seiki Evangerion - Ikari Shinji ikusei keikaku, "Neon Genesis Evangelion - Il progetto di allevamento di Shinji Ikari") (2004) (PC)
- Shin seiki Evangelion - Kōtetsu no girlfriend 2nd (新世紀エヴァンゲリオン 鋼鉄のガールフレンド2nd?, Shin seiki Evangerion - Kōtetsu no gārufurendo sekando, "Neon Genesis Evangelion - Fidanzata d'acciaio - Secondo") (2005) (PlayStation 2)
- Secret of Evangelion (シークレット オブ エヴァンゲリオン?, Shīkuretto obu Evangerion) (uscito nel 2006 per PlayStation 2 e nel 2007 per PlayStation Portable e PC)
- Meitantei Evangelion (名探偵エヴァンゲリオン?, Meitantei Evangerion, "Detective Evangelion") (2007) (PlayStation 2)
- Shin seiki Evangelion - Battle Orchestra (新世紀エヴァンゲリオン バトルオーケストラ?, Shin seiki Evangerion - Batoru Ōkesutora) (uscito nel 2007 per PlayStation 2 e nel 2009 per PlayStation Portable)
- Evangelion: Jo (ヱヴァンゲリヲン:序?, Evangerion: Jo) (2009) (PlayStation 2 e PlayStation Portable)

## Giochi di mahjong
- Shin seiki Evangelion - Eva to yukai na nakama-tachi (新世紀エヴァンゲリオン エヴァと愉快な仲間たち?, Shin seiki Evangerion - Eva to yukai na nakama-tachi, "Neon Genesis Evangelion - Eva e buoni amici") (1998) (PlayStation, Sega Saturn)
- Shin seiki Evangelion - Eva to yukai na nakama-tachi - Datsui hokan keikaku (エヴァと愉快な仲間たち 脱衣補完計画!?, Shin seiki Evangerion - Eva to yukai na nakama-tachi - Datsui hokan keikaku, "Eva e buoni amici - Il progetto complementare di spogliamento!") (1999) (Windows) (gioco di strip mahjong)
- Shin seiki Evangelion - Maajan hokan keikaku (新世紀エヴァンゲリオン 麻雀補完計画?, Shin seiki Evangerion - Maajan hokan keikaku, "Neon Genesis Evangelion - Il progetto complementare del mahjong") (2000) (Game Boy Color)

## Giochi di carte
Una serie di giochi di carte per PC del 1999 intitolata Shinji to yukai na nakama-tachi (シンジと愉快な仲間たち? "Shinji e buoni amici") comprende i seguenti videogiochi (tra parentesi è indicato il gioco di carte):
- Shinji to yukai na nakama-tachi - Sorette soritia? (シンジと愉快な仲間たち それってソリティア?? "Shinji e buoni amici - Quello è un solitario?") (Solitario)
- Shinji to yukai na nakama-tachi - Rojikku dai sakusen (シンジと愉快な仲間たち ロジック大作戦? "Shinji e buoni amici - La grande tattica di logica") (Nonogram)
- Shinji to yukai na nakama-tachi - Second Hanafuda Impact (シンジと愉快な仲間たち セカンド・花札いんぱくと?, Shinji to yukai na nakama-tachi - Sekando Hanafuda Inpakuto, "Shinji e buoni amici - Il Second Impact delle hanafuda") (Hanafuda)
- Shinji to yukai na nakama-tachi - Bakuretsu daifugō (シンジと愉快な仲間たち 爆裂大富豪? "Shinji e buoni amici - Il daifugō che esplode") (Daifugō, gioco simile a Presidente)
- Shinji to yukai na nakama-tachi - Buongiorno! Shichinarabe (シンジと愉快な仲間たち ボンジョルノ! 7ならべ?, Shinji to yukai na nakama-tachi - Bonjoruno! Shichinarabe, "Shinji e buoni amici - Buongiorno! Shichinarabe") (Shichinarabe)
- Shinji to yukai na nakama-tachi - American Page 1 (シンジと愉快な仲間たち アメリカンページ1?, Shinji to yukai na nakama-tachi - Amerikan Pēji Wan, "Shinji e buoni amici - American Page One") (American Page One)

Altri giochi di carte:
- Shin seiki Evangelion - Digital Card Library (新世紀エヴァンゲリオン デジタル・カード・ライブラリ?, Shin seiki Evangerion - Dejitaru Kādo Raiburari) (1997) (Sega Saturn)

## Altri giochi
- Shin seiki Evangelion - Typing-E keikaku (新世紀エヴァンゲリオン タイピング-E計画?, Shin seiki Evangerion - Taipingu - Ī keikaku, "Neon Genesis Evangerion - Progetto Digita-E") (1999) (Dreamcast, PlayStation 2)
- Shin seiki Evangelion - Shito ikusei (新世紀エヴァンゲリオン シト育成?, Shin seiki Evangerion - Shito ikusei, "Neon Genesis Evangelion - Allevamento degli Angeli") (1999) (WonderSwan)
- Shin seiki Evangelion - Typing hokan keikaku (新世紀エヴァンゲリオン タイピング補完計画?, Shin seiki Evangerion - Taipingu hokan keikaku, "Neon Genesis Evangerion - Progetto complementare di digitazione") (2001) (Dreamcast)
- Shin seiki Evangelion - Ayanami ikusei keikaku (新世紀エヴァンゲリオン 綾波育成計画?, Shin seiki Evangerion - Ayanami ikusei keikaku, "Neon Genesis Evangelion - Il progetto di allevamento di Ayanami") (2001) (PC e Dreamcast)
- Shin seiki Evangelion - Ayanami ikusei keikaku with Asuka hokan keikaku (新世紀エヴァンゲリオン 綾波育成計画 with アスカ補完計画?, Shin seiki Evangerion - Ayanami ikusei keikaku with Asuka hokan keikaku, "Neon Genesis Evangelion - Il progetto di allevamento di Ayanami con progetto complementare Asuka") (2003) (PlayStation 2)
- Petit Eva - Evangelion@Game (ぷちえゔぁ〜EVANGELION@GAME〜?, Puchi Eva ~Evangerion atto geimu~) (2008) (Nintendo DS)
- Katsuragi Misato hōdō keikaku (葛城ミサト報道計画? "Il progetto di informazione di Misato Katsuragi") (2009) (PlayStation 3)
- Evangelion Magi Angel Attack ("EVANGELION MAGI ANGEL ATTACK" o "ヱヴァンゲリヲン・マギ・エンジェルアタック"?, Evangerion Magi Enjeru Atakku) (2010) (iPhone e iPod touch) (gioco di memoria)